# Hojüan
Hojüan (egyszerűsített kínai írással: 河源市, pinjin: Héyuán Shì) prefektúra szintű város Kínában, Kuangtung tartományban. Lakosainak száma 2 837 686 fő (2020).

## Népesség
| 2018 | 3 093 900 |
| 2020 | 2 837 686 |

## Egyéb
Nevét a 3746 Heyuan kisbolygó viseli.

## Testvérvárosok
- Kota Kinabalu